# Alex Roldán
Alex Roldán, né le 28 juillet 1996 à Artesia aux États-Unis, est un footballeur international salvadorien. Il joue au poste d'arrière droit aux Seattle Sounders.

## Biographie

### Jeunesse et formation
Né à Artesia, Alex Roldán fréquente l'école secondaire El Rancho à Pico Rivera, en Californie. Il joue au football pour les Dons, les aidant à se qualifier pour les séries éliminatoires pendant quatre ans et à remporter le Championnat régional de Californie du Sud — qui est de facto le titre de l'État. Lors de son passage chez les Dons, il apparaît trois fois dans le onze de la ligue et est nommé MVP de la ligue à l'issue de sa dernière saison,.

### Parcours universitaire
Alex Roldán passe sa carrière universitaire à l'université de Seattle. Lors de la semaine du 22 au 28 septembre 2014, il fait partie de l'équipe-type de la semaine de la semaine de la College Sports Madness de la Western Athletic Conference. Le joueur est nommé dans l'équipe-type de la Western Athletic Conference en 2016 et 2017,. Il est également dans l'équipe-type Region de l'United Soccer Coaches (en) en 2017. Au cours de ses quatre saisons avec les Redhawks, il joue 82 rencontres, inscrit 18 buts et délivre 17 passes décisives,.

### Carrière en club
Il joue également en National Premier Soccer League pour le Crossfire de Washington et l'OSA Seattle,.
Le 19 janvier 2018, Roldan est sélectionné en 22e position lors du repêchage universitaire de la Major League Soccer par les Sounders de Seattle,. Le défenseur est le quatrième joueur des Redhawks, après Kyle Bjornethun, Sean Morris et Tom Hardy à être repêché lors de la SuperDraft. Il signe avec le club en février 2018,. Alex assiste son frère Cristian Roldan lors de sa toute première titularisation en Major League Soccer contre le Sporting Kansas City. Ils deviennent ainsi la cinquième paire de frères à obtenir un but et une passe ensemble. Ils sont également devenus la septième paire de frères dans l'histoire de la MLS, dont la première pour les Sounders, à débuter ensemble dans un match de MLS,.
Étant en fin de contrat avec Seattle à la fin de la saison 2019, il signe un nouveau contrat avec les Sounders le 17 février 2020,.
Lors de ses huit premiers matchs de la saison 2021 de la MLS, il enregistre 2 passes décisives à son poste de défenseur et joue toutes les minutes. Lors d'un match de MLS contre les Earthquakes de San José, le gardien de but des Sounders, Stefan Frei, quitte le match en raison d'une blessure. Le club ayant déjà utilisé ses trois possibilités de faire des remplacements, un joueur de champ étant nécessaire pour prendre le poste de gardien de but. Roldán apparait dans les buts pour les cinq minutes restantes du temps additionnel. Cette occasion ne s'est produite que douze fois dans l'histoire de la MLS.
Le 14 décembre 2023, il prolonge son contrat à Seattle jusqu'à la saison 2026, avec une option jusqu'en 2027,.

### Carrière internationale
Eligible pour les États-Unis, le Guatemala et le Salvador, le joueur refuse la convocation du Guatemala en mai 2021. Un mois plus tard, le sélectionneur du Salvador, Hugo Pérez, annonce qu'Alex Roldán accepte de représenter le Salvador. Le 18 juin, il est dans la liste provisoire du Salvador pour la Gold Cup 2021. Le 1er juillet, il fait partie de la liste définitive. Le 11 juillet, il fait ses débuts internationaux. Remplaçant lors du premier match de la phase de groupes du Salvador contre le Guatemala, où il inscrit son premier but, son équipe s'impose 2-0.

### Vie privée
Roldán est né d'un père immigré du Guatemala et d'une mère du Salvador, Cesar et Ana respectivement. Il a deux frères plus âgés, Cesar Jr, qui travaille comme entraîneur pour le Galaxy de Los Angeles, et Cristian, milieu de terrain pour les Sounders,.